# سیارک ۴۳۰۷
سیارک ۴۳۰۷ (به انگلیسی: 4307 Cherepashchuk، نامگذاری:1976UK2) چهار هزار و سیصد و هفتمین سیارک کشف شده‌است که در ۲۶ اکتبر ۱۹۷۶ کشف شد.
قدر مطلق سیارک برابر ۱۳٫۲۰ است.